# Język nipsan
Język nipsan, także: yale-nipsan, jale południowy – język transnowogwinejski używany w indonezyjskiej prowincji Papua (dystrykt Kurima, kabupaten Jayawijaya, na zachód od terytorium Hmanggona). Należy do grupy języków mek.
Według danych z 1993 roku posługuje się nim 2500 osób.
Jest zapisywany alfabetem łacińskim.